# Philedonides lunana
Philedonides lunana (tên tiếng Anh: Walker’s Lanark Tortrix) là một loài bướm đêm thuộc họ Tortricidae. Nó được tìm thấy ở hầu hết châu Âu. Nó cũng được tìm thấy ở Cận Đông.
There is distinct sexual dimorphism. Males are dull brown và have pectinate antennae. đối với con cái have more distinctive chestnut brown markings on a greyish-buff ground colour.
Sải cánh dài 12–16 mm. Con trưởng thành bay từ tháng 3 đến tháng 5.
Ấu trùng ăn các loài coarse moorland plants, bao gồm Calluna và Vaccinium khác nhau. They spin together leaves hoặc flowers.